# Tuffi ai Giochi della III Olimpiade - Distanza maschile
La competizione dei tuffi per distanza dei Giochi della III Olimpiade si è svolta il 7 settembre 1904 presso il Life Saving Exhibition Lake, di Saint Louis.

## Risultato
| Pos.    | Atleta        | Nazione     | Distanza |
| ------- | ------------- | ----------- | -------- |
| Oro     | Billy Dickey  | Stati Uniti | 19,05    |
| Argento | Edgar Adams   | Stati Uniti | 17,52    |
| Bronzo  | Budd Goodwin  | Stati Uniti | 17,37    |
| 4       | Newman Samuel | Stati Uniti | 16,76    |
| 5       | Charles Pyrah | Stati Uniti | 14,02    |